# Burg Iwatsuki
Die Burg Iwatsuki (japanisch 岩槻城, Iwatsuki-jō) befindet sich im Bezirk Iwatsuki der Stadt Saitama, Präfektur Saitama. In der Edo-Zeit residierten dort zuletzt die Ōoaka als kleinere Fudai-Daimyō.

## Burgherren in der Edo-Zeit
- Ab 1619 die Kōriki mit 20.000 Koku,
- ab 1620 die Aoyama mit 45.000 Koku,
- ab 1623 die Abe mit 55.000 Koku,
- ab 1681 die Itakura mit 50.000 Koku,
- ab 1682 die Toda mit 51.000 Koku,
- ab 1686 die Fujii-Matsudaira mit 48.000 Koku,
- ab 1697 die Ogasawara mit 50.000 Koku,
- ab 1711 die Nagai mit 33.000 Koku,
- ab 1754 die Ōoka mit 20.000 Koku.

## Geschichte
Im Jahr 1457 soll Uesugi Mochitomo (上杉 持朝) Ōta Dōkan befohlen haben, in der Gegend von Iwatsuki eine Burg zu bauen. Die Wahl fiel auf ein Anhöhe, die im Norden und Osten durch den Fluss Ara (荒川, Arakawa) und im Süden und Westen durch Sumpfland geschützt war. Die Burg wurde dann 1525 von den Späteren Hōjō erobert.
Als dann Tokugawa Ieyasu im Jahr 1590 die Kantō-Provinzen übernahm, wurde der Burgherr ausgewechselt. 1609 ging ein großer Teil der Burg durch einen Brand verloren. Die Burg wurde jedoch wieder aufgebaut, eine Residenz wurde angelegt.
1619 übernahm Kōriki Tadafusa (高力 忠房; 1584–1656) die Burg, wurde jedoch schon nach einem Jahr versetzt. Es folgten sieben weitere verschiedene Familien, bis dann 1754 Ōoka Tadamitsu (大岡 忠光; 1709–1760) die Burg übernahm. 1754 brannte die Burg wieder einmal weitgehend ab, wurde aber auch diesmal wieder aufgebaut. Die Ōoka blieben Burgherren bis zur Meiji-Restauration 1868.

## Die Anlage

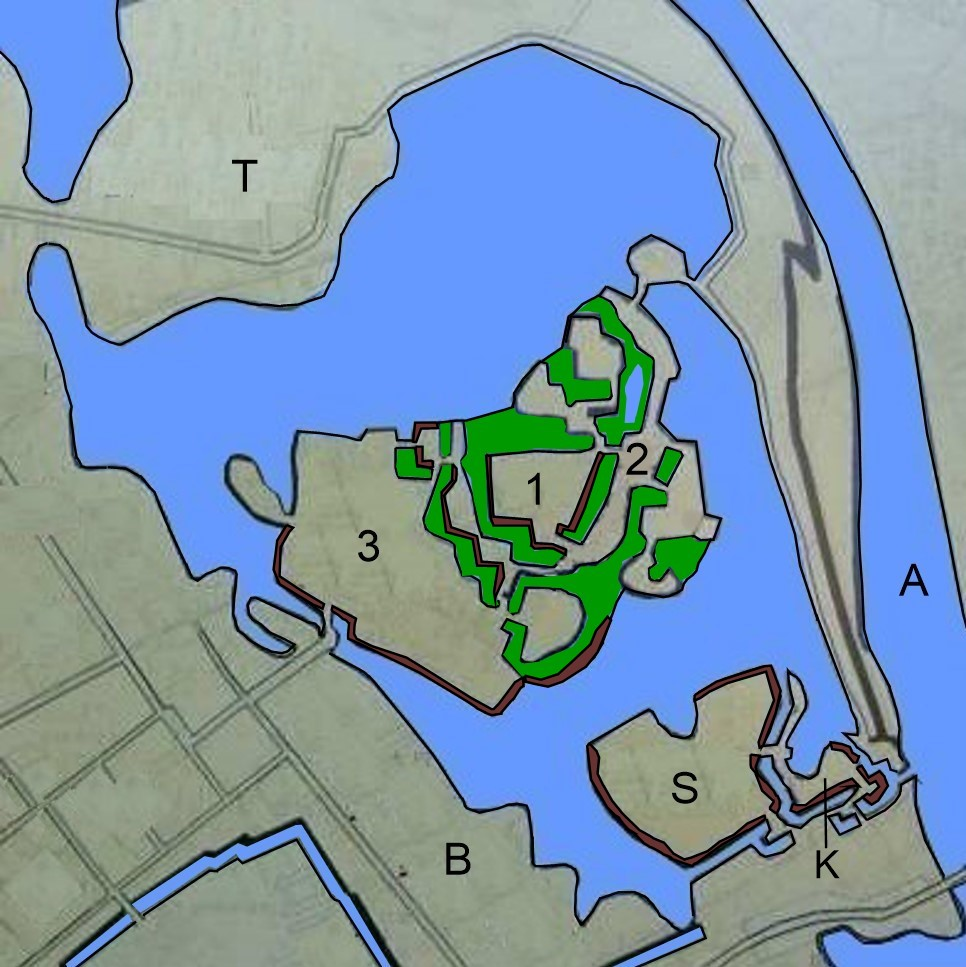
Burg Iwatsuki: 1: Hommaru,
2: Ni-no-maru, 3: San-no-maru (Weitere Angaben im Text)

Die auf Inseln im Sumpfgebiet angelegte Burg bestand wie üblich aus dem innersten Bereich, dem Hommaru (本丸; 1), dem zweiten Bereich, sem Ni-nomaru (二の丸; 2), und dem dritten Bereich, dem San-no maru (三の丸; 3). Neben diesen zentralen Bereichen waren kleine Vorbereiche, Takesuji-kuruwa (竹筋曲輪), Ochaya-kuruwa (御茶屋曲輪) und Takezawa-kuruwa (竹沢曲輪) angelegt. Die Bereiche waren durch trockene Gräben getrennt und teilweise durch Erdwälle geschützt, Zugänglich war die Burg durch das Haupttor (大手門, Ōte-mon) im Westen.
Weiter war die Burg nach Süden durch die Außenbereiche Shin-kuruwa (新曲輪; S) und Kaji-kuruwa (鍛冶曲輪; K) geschützt. Nördlich des Sumpfgebietes erstreckte sich der Shinshōji-kuruwa (新正寺曲輪; T) mit Tempeln, im Westen die Burgstadt [B], im Osten schützte der Moto-Arakawa [A] die Burg.
Heute ist der zentrale Bereich Wohngebiet geworden. Die Außenbereiche wie das Shin-kuruwa (新曲輪) und Kaji-kuruwa (鍛冶曲輪) sind zum Burgpark (岩槻城址公園, Iwatsuki jōshi kōen) geworden. Erdwälle und trockene Gräben sind zum Teil erhalten. Auch das „Schwarze Tor“ (黒門) und das „Hinteres Tor“ (裏門) sind noch zu sehen, wenn auch nicht mehr an der ursprünglichen Stelle.